# 神宮寺 (鈴鹿市)
神宮寺（じんぐうじ）は、三重県鈴鹿市稲生西にある、高野山真言宗の仏教寺院。山号は福満山（ふくまんざん）、院号は慈心院（じしんいん）。本尊は薬師如来。

## 歴史
寺伝によれば天平年間（729年 – 749年）行基が伊奈冨神社参拝の時、神社の境内に仏堂や、五重塔を建立したのが神宮寺の始まりとされる。その後、天長年間（824年 – 834年）に空海（弘法大師）が伊勢神宮へ参拝の時、当山で、大般若経600巻を書写する修行を行ったと伝えられている。
往時は、伊奈冨神社の別当寺 として、七堂伽藍が建てられていたが、織田信長の伊勢進攻の兵火により焼失し、現在の地へ移ったという。神社境内には、今も当時の菩薩堂が残されている。
昭和54年（1979年）本堂と庫裏が焼失したが、指定文化財類は、罹災を免れた。

## 文化財

### 重要文化財（国指定）
- 木造持国天立像・多聞天立像　大正2年（1912年）8月20日指定

いずれも足下に踏まえる邪鬼とともに、樟の一材より彫成する。面部は忿怒相で、甲冑、天衣を着け、各々二疋の邪鬼を踏む。多聞天は像高184cm、ほぼ直立し、右手を曲げ腰にあて宝棒を持ち、左手は宝塔を捧げ持ち、左腰部を少し上げ左手に持った宝塔を注視する。持国天は像高179cm、右手に剣をもって腰にあて、左手は胸の辺に上げ、右腰部を少し引き上げ右下方を睥睨する。袖や裾に鋭い翻波式衣文が見られ、平安時代後期もごく前期に近い頃の作とされる。
- 木造薬師如来立像　大正4年（1915年）3月26日指定

像高81cm、檜材の一木造。頭部から足元まで堅一材で、両肩から先には別材を寄せる。彩色・漆箔を行わない檀像様の像である。眼は彫眼とし、白毫には水晶を嵌入する。伏し目、童顔で、衣文線は穏やかで彫りも浅く、平安時代後期の作風を示す。右手は施無畏印、左手は垂下して薬壺を持つ、通形の薬師如来像である。台座、光背ともに後補。平安時代後期の作とされる　。

### 三重県指定有形文化財
- 木造男神坐像　昭和37年（1962年）2月14日指定

平安時代後期の作で、淳和天皇（在位823年 – 833年）の像であると伝わる。一木造、像高71.5cm。

## 年中行事
- 1月8日　大般若会式
- 2月節分の日　星供養
- 3月21日　御影供
- 8月15日　盆施餓鬼会

## アクセス
- 近鉄 白子駅より西へ約3.5km
- 国道23号白子町交差点より 三重県道41号亀山鈴鹿線を西へ約3km